# DD (WEBサイト)
DD（ディーディー）は、日本の女性向け無料WEBサイトである。女性誌のモデルを中心に、タレント、アーティストなど、そのときの旬な芸能人の記事を、毎月末、または月初にWEBで公開しており、著名人の出演が多い。2009年6月公開のvol.8ではアニメキャラクターの綾波レイが起用され、ニュースサイトにも取り上げられた。

## 解説
2008年10月より、月1回の更新頻度で公開をしている。2009年1月は正月の号外があったため、2回更新であった。
記事として、主に表紙・特集と連載があり、連載はモデルの高垣麗子、鈴木サチ、森貴美子、平野由実らの記事や、FLASHによるミニドラマも公開されている（モデル葛岡碧主演の“南青山恋愛白書”と菅原沙樹主演の“恋のメリーゴーランド”）。
表紙・特集については、そのとき時の旬な芸能人の記事が多く、過去にはDAIGO、佐々木希、高橋幸宏、ほしのあき、SoulJaなどが出ている。

## 出演
- 綾波レイ　※アニメキャラクター
- DAIGO
- JYONGRI
- orange pekoe
- SoulJa
- 臼田あさ美
- 狩野健太
- 葛岡碧
- 佐々木希
- 菅原沙樹
- 鈴木サチ
- 高垣麗子
- 高橋幸宏
- ダニエル・パウター
- 仁香
- 野沢和香
- 平野由実
- ほしのあき
- 森貴美子
- 雪野智世
- 吉村卓也